# Cratere Luchtar
Luchtar  è un cratere sulla superficie di Europa.